# Thijs Broekkamp
Thijs Broekkamp (1993) is een Nederlands fotojournalist.

## Journalist
Thijs Broekkamp studeerde Toerisme aan de Hogeschool InHolland en deed een studie Spaans aan de Universiteit van Amsterdam. Daarna deed hij een studie fotografie en deed Multimedia onderzoeksjournalistiek aan het Open Eyes Institute.
In 2015 ging Broekkamp werken voor een reisbureau dat vogelreizen, natuurreizen en fotoreizen in Europa organiseert. Na enkele jaren besloot hij als fotojournalist te gaan werken. Broekkamp maakt veelvuldig verslagen vanuit Centraal-Aziatische landen als Kazachstan, Tadzjikistan, Oezbekistan, Turkmenistan en Kirgizië. Voor het programma Argos interviewde hij in de Irakese stad Sinjar overlevers uit de Jezidi-gemeenschap die slachtoffer waren van de gruweldaden van terreurbeweging Islamitische Staat. De verhalen en reportages van Broekkamp liggen vaker op het vlak van geopolitiek, conflicten, immigratie en maatschappij.
Sinds 2020 werkt hij voor Redpers, een opleidingsplatform voor jonge journalisten. In 2023 werd bekend dat hij een boek gaat schrijven over de identiteitsvorming van jongere generaties in Centraal-Azië.
Zijn fotoseries over het leven in de onbekende landen in Centraal-Azië werden onder andere gepubliceerd door CNN, de Daily Mail en Lonely Planet.

## Erkenning
Zijn reportage Jezidi getuigenissen ongehoord voor het HUMAN-VPRO programma Argos won De Tegel 2021 in de categorie Pioniers. Acht jaar na de massamoord door de IS op de Jezidi's reisde Broekhuis met Khalid Barkat terug naar diens geboortegrond Sinjar in Noord-Irak. De persoonlijke manier waarop de onthutsende getuigenissen van de gruweldaden van IS werden gebracht kreeg waardering van de jury.

## Prijzen
- De Tegel 2021